# Richard Gunn
Richard Gunn (Thousand Oaks, 23 de maio de 1975) é um ator norte-americano, conhecido pela participação na série Hemlock Grove.